# قبلاط
قبلاط إحدى مدن الجمهورية التونسية، تقع في ولاية باجة التابعة لإقليم الشمال الغربي. وكان عدد سكانها عام 2004 يبلغ 3471 نسمة.
كانت قبلاط في فترة الحرب العالمية الثانية مسرح لتلك الحرب خصوصا الدفاعات الجبالية و كان موقع مشهور جدا وهو خروبة الجيش الألماني نجد هذه الموقع بين الجبال وكان الجيش الألماني مسيطر عليه طيلة فترة احتلال جيش المحور للبلاد التونسية من نوفمبر 1942 إلى ماي 1943 حتى أصبح المكان باسم الجيش الألماني وكان الجيش المذكور يتبارك بالشجرة ويختبأ تحتها أكثر من 150 جندي ومنذ سنة 1970 كان بعض الجنود يأتون إلى الموقع في سياحة مع عائلتهم لاستعادة ذكريات الحرب ويقومون بعمليات الصيد في الجبال والغابات المحيطة بالمكان، ومنذ تلك الفترة وأصحاب المكان يستقبلون السياح الباحثين في التاريخ و السيدة عائشة الأندلسي تمدهم بتاريخ القديم للموقع وهو كان منبت لأشجار الخروب اللذي أحدثه الموريسكيون حين رحلو من الأندلس سنة 1610.

## مواضيع ذات علاقة
- ولاية باجة